# Walter Lorenz (Sozialwissenschaftler)
Walter August Lorenz (* 15. Mai 1947 in Stuttgart) ist ein deutscher Sozialwissenschaftler.
Lorenz studierte an den Universitäten Tübingen, Erlangen und Zürich Theologie und legte 1971 in Tübingen das Staatsexamen ab. Nach einem durch die Studienstiftung des deutschen Volkes finanzierten Jahr an der University of Cambridge und einem Engagement als Sozialpädagoge in London, absolvierte er von 1974 bis 1976 Studien an der London School of Economics und der University of London, die er mit einem Master of Science in Sozialer Arbeit und einem entsprechenden Berufszertifikat abschloss. Nach zwei weiteren Jahren als Sozialpädagoge in der britischen Hauptstadt ging Lorenz nach Irland. Von 1978 bis 2001 unterrichtete er dort am University College Cork Sozialwissenschaften, ab 1995 als Inhaber eines Lehrstuhls. 2001 wechselte er an die Fakultät für Bildungswissenschaften der Freien Universität Bozen in Südtirol, wo er bis 2017 eine Professur für angewandte Sozialwissenschaften innehatte. 2005 erlangte Lorenz an der Technischen Universität Dresden mit der Dissertation Towards a European paradigm of social work: studies in the history of modes of social work and social policy in Europe seine Promotion. Von 2008 bis 2016 stand er der Freien Universität Bozen als Rektor vor. 2014 wurde er von der Universität Gent mit einem Ehrendoktortitel ausgezeichnet, 2015 von der Universität Aalborg.